# (9783) Tensho-kan
(9783) Tensho-kan est un astéroïde de la ceinture principale.

## Description
(9783) Tensho-kan est un astéroïde de la ceinture principale. Il fut découvert le 28 décembre 1994 à Ōizumi par Takao Kobayashi. Il présente une orbite caractérisée par un demi-grand axe de 2,67 UA, une excentricité de 0,10 et une inclinaison de 2,0° par rapport à l'écliptique.

## Compléments